# Потманс, Жорж
Жорж Ролан Потманс (фр. Georges Roland Pootmans; 19 мая 1917, Реджайна — 11 сентября 1976, Монреаль, Квебек) — бельгийский хоккеист, нападающий. Участник зимних Олимпийских игр 1936 года.

## Биография
Жорж Потманс родился 19 мая 1917 года в канадском городе Реджайна.
Играл в хоккей с шайбой на позиции нападающего. В 1933—1939 годах выступал за брюссельский КСХ. Также играл за брюссельские «Брюссель Сити», ИХК, «Этуаль дю Норд» и антверпенский «Брабо».
В составе сборной Бельгии трижды участвовал в чемпионатах мира. В 1934 году в Милане, где бельгийцы заняли 12-е место, провёл 4 матча, шайб не забрасывал. В 1935 году в Давосе, где сборная Бельгии поделила 14-15-е места, провёл 4 матча, забросил 1 шайбу в ворота сборной Польши. В 1939 году в Швейцарии, где бельгийцы поделили 11-12-е места, сыграл 4 матча, забросил 3 шайбы (по одной в ворота сборных Венгрии, Великобритании и Югославии).
В 1936 году вошёл в состав сборной Бельгии по хоккею с шайбой на зимних Олимпийских играх в Гармиш-Партенкирхене, поделившей 13-15-е места. Играл на позиции нападающего, провёл 3 матча, забросил 2 шайбы (по одной в ворота сборных Венгрии и Франции).
Умер 11 сентября 1976 года в канадском городе Монреаль.